# Grand Prix Cycliste de Montréal 2010
1. edycja Grand Prix Cycliste de Montréal odbyła się 12 września 2010 roku. Trasa tego kanadyjskiego, jednodniowego wyścigu kolarskiego liczyła 193,6 km ze startem w i metą w Montrealu. Wyścig zaliczany był do klasyfikacji UCI ProTour. W wyścigu wystartowało 173 kolarzy, ukończyło zaś 91. Polacy nie startowali.
Zwyciężył Holender Robert Gesink z grupy Rabobank.

## Wyniki
| M-ce | Imię i nazwisko     | Kraj      | Drużyna             | Czas       |
| ---- | ------------------- | --------- | ------------------- | ---------- |
| 1.   | Robert Gesink       | Holandia  | Rabobank            | 4h 58' 22" |
| 2    | Peter Sagan         | Słowacja  | Liquigas-Doimo      | + 1"       |
| 3    | Ryder Hesjedal      | Kanada    | Garmin-Transitions  | + 4"       |
| 4    | Haimar Zubeldia     | Hiszpania | Team RadioShack     | + 4"       |
| 5    | Maxime Monfort      | Belgia    | Team HTC-Columbia   | + 4"       |
| 6    | Samuel Sánchez      | Hiszpania | Euskaltel-Euskadi   | + 9"       |
| 7    | Leonardo Duque      | Kolumbia  | Cofidis             | + 14"      |
| 8    | Aleksander Boczarow | Rosja     | Team Katusha        | + 14"      |
| 9    | Francesco Gavazzi   | Włochy    | Lampre-Farnese Vini | + 14"      |
| 10   | Alessandro Ballan   | Włochy    | BMC Racing Team     | + 14"      |